# Albert Pierrepoint
Albert Pierrepoint (pronunție engleză: /ˈpɪərpɔɪnt/; n. 30 martie 1905, Clayton⁠(d), Bradford⁠(d), Anglia, Regatul Unit al Marii Britanii și Irlandei – d. 10 iulie 1992, Southport, Anglia, Regatul Unit) a fost un călău englez care a executat între 435 și 600 de oameni într-o carieră de 25 de ani care s-a încheiat în 1956. Tatăl său, Henry⁠(d) și unchiul Thomas⁠(d) au fost și ei călăi oficiali înaintea lui.
Pierrepoint s-a născut la Clayton⁠(d) în West Riding of Yorkshire⁠(d). Familia sa avea dificultăți financiare deoarece tatăl său își găsea de lucru doar intermitent și bea în exces. Pierrepoint știa de mic că vrea să devină călău și a fost luat ca ajutor de călău în septembrie 1932, la vârsta de 27 de ani. Prima sa execuție a fost în luna decembrie a acelui an, alături de unchiul său Tom. În octombrie 1941 a efectuat prima sa spânzurare ca călău principal.
În perioada sa de activitate, a spânzurat 200 de persoane care fuseseră condamnate pentru crime de război în Germania și Austria, precum și câțiva ucigași de seamă, printre care Gordon Cummins⁠(d) (Spintecătorul din Blackout), John Haigh⁠(d) (ucigașul cu baie de acid) și John Christie⁠(d) (strangulatorul din Rillington Place). El a efectuat și mai multe execuții controversate, inclusiv ale lui Timothy Evans⁠(d), Derek Bentley⁠(d) și Ruth Ellis⁠(d), și execuții pentru înaltă trădare⁠(d) — William Joyce⁠(d) (cunoscut și sub numele de Lord Haw-Haw⁠(d)) și John Amery — și trădare⁠(d), pentru care a fost spânzurat Theodore Schurch⁠(d).
În 1956, Pierrepoint a fost implicat într-o dispută cu un șerif⁠(d) pe tema plății pentru o execuție amânată, ceea ce a dus la retragerea lui din activitate. A deținut un pub în Lancashire de la mijlocul anilor 1940 până în anii 1960. În 1974 și-a scris memoriile în care a concluzionat că pedeapsa capitală nu este un factor de descurajare. Și-a abordat îndatoririle cu solemnitate și a spus că execuția este „sfântă pentru mine”. Viața sa a fost ilustrată de mai multe lucrări de ficțiune, cum ar fi filmul Pierrepoint⁠(d) din 2005, în care rolul lui a fost interpretat de Timothy Spall.

## Biografie

### Tinerețea

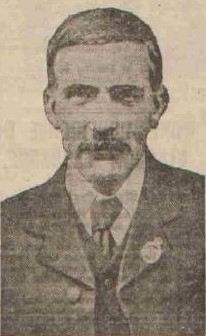
Tatăl lui Albert,

Albert Pierrepoint s-a născut la 30 martie 1905 în Clayton⁠(d), în West Riding of Yorkshire⁠(d). A fost al treilea dintre cei cinci copii și fiul cel mai mare al lui Henry Pierrepoint⁠(d) și al soției sale Mary (născută Buxton). Henry a muncit în diverse locuri, inclusiv ca ucenic de măcelar, producător de saboți și hamal la o moară locală, dar locuile lui de muncă erau în mare parte pe termen scurt. Din aceste surse de venit intermitente, familia avea adesea probleme financiare, agravate de faptul că Henry consuma mult alcool. Din 1901 Henry figurase pe lista călăilor oficiali. Rolul era ocazional, și plata se făcea doar pentru spânzurări individuale, și nu era un salariu anual, nici nu implica vreo pensie.
Henry a fost eliminat de pe lista călăilor în iulie 1910 după ce a ajuns beat la o închisoare cu o zi înainte de execuție și și-a mustrat în mod excesiv asistentul. Fratele lui Henry, Thomas,⁠(d) a devenit și el călău oficial în 1906. Pierrepoint nu a aflat despre fostul loc de muncă al tatălui său decât în 1916, când memoriile lui Henry au fost publicate într-un ziar. Influențat de tatăl și unchiul său, când i s-a cerut la școală să scrie despre ce slujbă și-ar dori când va fi mai mare, Pierrepoint a spus că „Când voi pleca de la școală, aș vrea să fiu călău public, așa cum este tatăl meu, pentru că este nevoie de un om stabil. cu mână bună, ca tatăl meu și unchiul meu Tom, și eu voi fi la fel ca ei”.
În 1917, familia Pierrepoint a plecat din Huddersfield, West Riding of Yorkshire, și s-a mutat la Failsworth, lângă Oldham, Lancashire. Sănătatea lui Henry a intrat în declin și nu a mai putut să se ia locuri de muncă fizică; ca urmare, Pierrepoint a părăsit școala și a început să lucreze la fabrica locală Marlborough Mills. Henry a murit în 1922 și Pierrepoint a primit două caiete albastre – în care tatăl său își scrisese povestea de călău – și jurnalul de execuții al lui Henry, care enumera detaliile fiecărei spânzurări la care a participat. În anii 1920, Pierrepoint a plecat de la fabrică și a devenit căruțaș pentru o băcănie en-gros, care livra mărfuri la comandă printr-un vânzător ambulant. În 1930, învățase să conducă o mașină și un camion pentru a-și face livrările; a devenit ulterior manager al afacerii.

### Călău asistent, 1931–1940

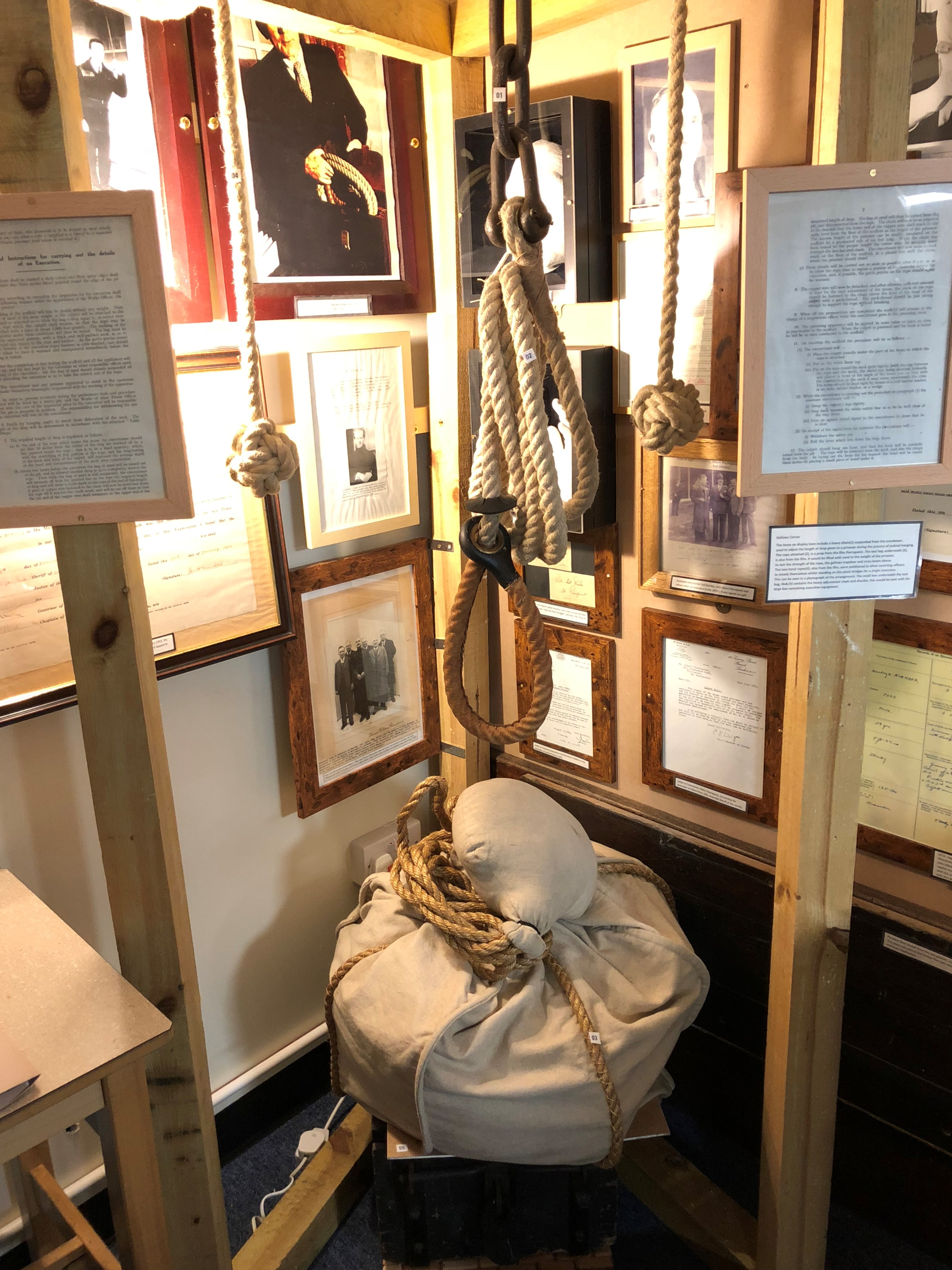
Replică a echipamentului călăului britanic, prezentat la muzeul

La 19 aprilie 1931, Pierrepoint le-a scris comisarilor închisorilor⁠(d) și a solicitat să fie asistent călău. A fost refuzat pentru că nu erau locuri libere. A primit o invitație pentru un interviu șase luni mai târziu. A fost acceptat și și-a petrecut patru zile pregătindu-se la închisoarea Pentonville⁠(d), Londra, unde se folosea un manechin pentru antrenament. A primit scrisoarea formală de acceptare ca asistent călău la sfârșitul lunii septembrie 1932. La acea vreme, onorariul asistentului era £1 11s⁠(d) 6d⁠(d) pe execuție, cu încă £1 11s 6d plătite două săptămâni mai târziu. dacă conduita și comportamentul lui erau satisfăcătoare. Călăul era ales de marele șerif⁠(d) al comitatului — sau, mai frecvent, de subșeriful⁠(d) delegat, care alegea atât călăul, cât și asistentul. Călăilor și asistenților lor li se cerea să fie discreți, iar regulile pentru aceste roluri includeau prevederea:
El trebuie să înțeleagă clar că conduita și comportamentul său general trebuie să fie respectabile, nu numai la locul și la momentul execuției, ci și înainte și ulterior, că trebuie să evite să atragă atenția publicului când merge la închisoare sau când pleacă din ea și i se interzice să ofere oricărei persoane spre publicare detalii cu privire la subiectul îndatoririi sale.

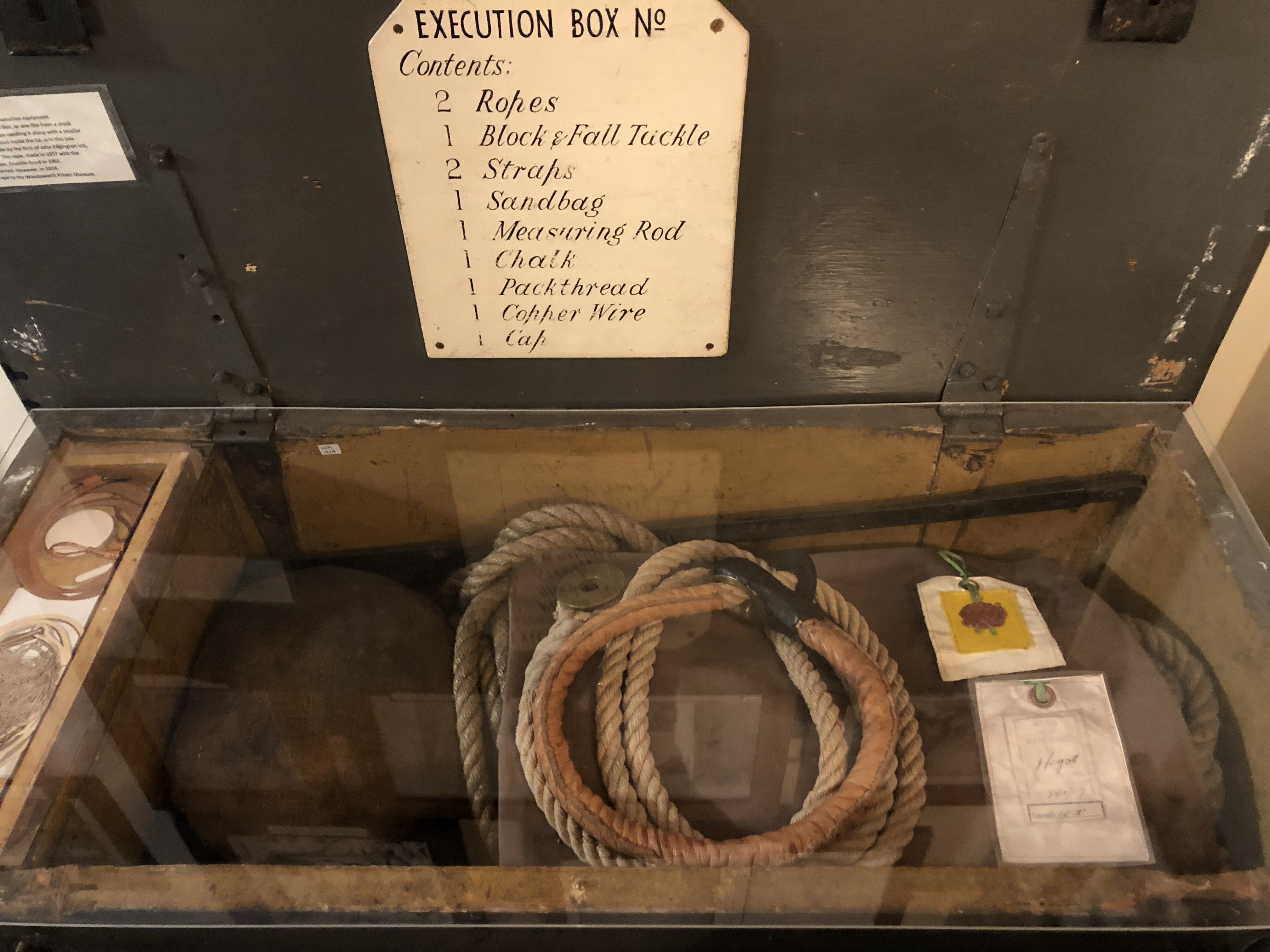
Caseta de execuție numărul opt, cuprinzând toate echipamentele necesare unui călău; prezentată la muzeul închisorii Wandsworth

Spre sfârșitul lui decembrie 1932, Pierrepoint a efectuat prima sa execuție. Unchiul său, Tom, fusese contractat de guvernul Statului Liber Irlandez pentru spânzurarea lui Patrick McDermott, un tânăr fermier irlandez care-și omorâse fratele; Tom a fost liber să-și aleagă propriul asistent, deoarece era în afara Regatului Unit și l-a luat pe nepotul său cu el. Au călătorit la închisoarea Mountjoy⁠(d), Dublin, pentru spânzurare. Ea era programată pentru ora 8:00 am, și a durat mai puțin de un minut. Treaba lui Pierrepoint ca asistent a fost să îl urmeze pe condamnat pe eșafod, să-i lege picioarele, apoi să se îndepărteze de trapă înainte ca călăul principal să declanșeze mecanismul.
În restul deceniului anilor 1930, Pierrepoint a lucrat la băcănie și ca asistent călău. Cele mai multe dintre execuțiile la care a participat au fost efectuate de unchiul său Tom, de la care Pierrepoint a învățat multe. El a fost impresionat în special de abordarea și comportamentul unchiului său, care erau demne și discrete; a urmat, de asemenea, sfatul lui Tom „dacă nu poți să o faci fără whisky, nu o face deloc”.
În iulie 1940, Pierrepoint a fost asistent la execuția lui Udham Singh⁠(d), un revoluționar indian care fusese condamnat pentru împușcarea administratorului colonial Sir Michael O'Dwyer⁠(d). Cu o zi înainte de execuție, Stanley Cross, călăul principal care fusese recent promovat, s-a încurcat în calculele sale privind lungimea căderii, iar Pierrepoint a intervenit cu sfaturi cu privire la măsurătorile corecte; Pierrepoint a fost adăugat pe lista călăilor principali la scurt timp după aceea.

### Călău principal, 1940–1956
În octombrie 1941, Pierrepoint a efectuat prima sa execuție în calitate de călău principal, când l-a spânzurat pe ucigașul interlop Antonio „Babe” Mancini. El a urmat rutina așa cum era stabilită de liniile directoare ale Home Office⁠(d)-ului și așa cum o urmaseră predecesorii săi. El și asistentul său au sosit cu o zi înainte de execuție, unde i s-a spus înălțimea și greutatea condamnatului; l-a privit pe condamnat prin „gaura lui Iuda” din ușă pentru a-i judeca constituția. Pierrepoint s-a dus apoi în sala de execuție – aflată în mod normal lângă celula condamnatului – unde a testat echipamentul folosind un sac de greutate aproximativ egală cu a condamnatului; a calculat lungimea căderii folosind tabelul de căderi de la Home Office⁠(d), care ținea cont de fizicul omului, dacă este necesar. A lăsat sacul cântărit să atârne de frânghie pentru a se asigura că frânghia este bine întinsă pentru a o reajusta dimineața, dacă era necesar.

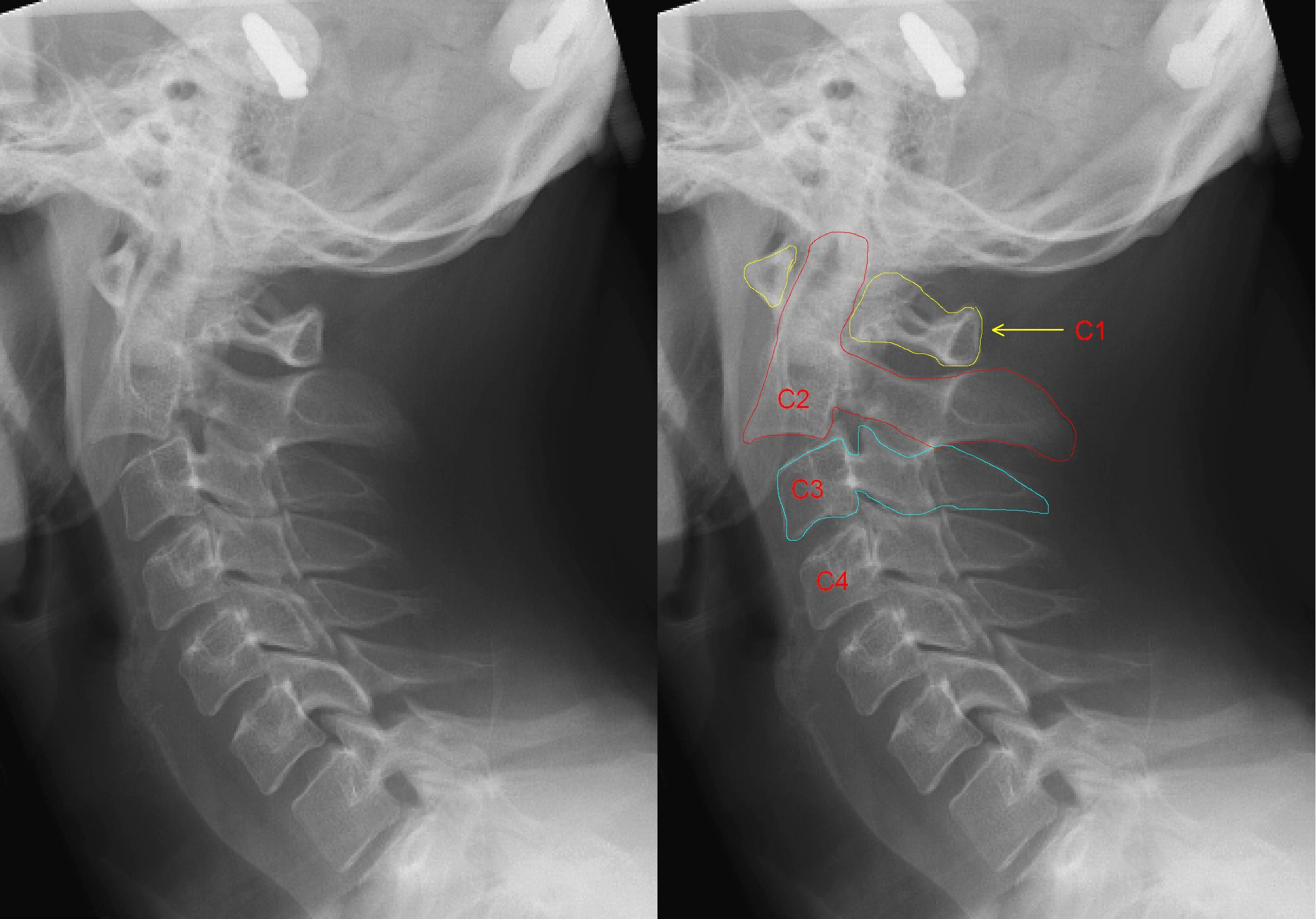
Radiografie a cu. În stânga fără adnotare, în dreapta cu. C2 (contur roșu) este deplasată înainte în raport cu C3 (contur albastru).

În ziua execuției, practica era ca Pierrepoint, asistentul său și doi ofițeri ai închisorii să intre în celula condamnatului la ora 8:00. Pierrepoint a asigurat brațele bărbatului la spate cu o curea de piele și toți cei cinci au trecut printr-o a doua ușă, care ducea în camera de execuție. Condamnatul a fost dus la un loc marcat de pe trapă, după care Pierrepoint i-a pus o glugă albă peste cap și un laț în jurul gâtului. Ochiul de metal prin care era înfășurată frânghia a fost plasat sub osul maxilarului stâng care, atunci când prizonierul a căzut, a tras capul înapoi și a rupt coloana vertebrală. Pierrepoint a împins o pârghie mare, eliberând trapa. De la intrarea în celula condamnatului până la deschiderea trapei s-au scurs maxim 12 secunde. Gâtul a fost rupt în aproape exact aceeași poziție la fiecare spânzurare – fractura spânzuratului⁠(d).

#### Execuțiile din contextul războiului
În timpul celui de al Doilea Război Mondial, Pierrepoint a spânzurat 15 spioni germani, precum și militari americani găsiți vinovați de curțile marțiale pentru comiterea de crime capitale în Anglia. În decembrie 1941, l-a executat pe spionul german Karel Richter⁠(d) la închisoarea Wandsworth⁠(d). Când Pierrepoint a intrat în celula condamnatului pentru spânzurare, Richter s-a ridicat, l-a aruncat deoparte pe unul dintre paznici și s-a avântat cu capul înainte zidul de piatră. Imobilizat pentru o clipă, s-a ridicat și a clătinat din cap. După ce Richter s-a luptat cu gardienii, Pierrepoint a reușit să pună cureaua de piele în jurul mâinilor lui Richter. Acesta a smuls cureaua de piele, rupând-o între două ochiuri și s-a eliberat din nou. După încă o luptă, cureaua i-a fost înfășurată strâns în jurul încheieturilor. El a fost adus la eșafod unde i-a fost înfășurată o curea în jurul gleznelor, urmată de o glugă și laț. Exact când Pierrepoint a împins pârghia, Richter a sărit în sus cu picioarele legate. În timp ce Richter se prăbușea prin trapă, Pierrepoint a văzut că lațul alunecase, și i se blocase sub nas. În ciuda poziției neobișnuite a lațului, ofițerul medical al închisorii a stabilit că a fost o moarte instantanee, curată. Scriind despre execuție în memoriile sale, Pierrepoint a numit-o „cea mai grea sesiune a mea pe eșafod din toată cariera mea de călău”. Cureaua ruptă i-a fost dată lui Pierrepoint ca amintire; a mai folosit-o ocazional pentru execuțiile pe care le considera importante.
În august 1943, Pierrepoint s-a căsătorit cu Anne Fletcher, pe care o curtase timp de cinci ani. Nu i-a spus despre rolul său de călău decât la câteva săptămâni după nuntă, când a fost dus cu avionul în Gibraltar pentru a spânzura doi sabotori; la întoarcere, el a explicat motivul absenței sale, și ea l-a acceptat, spunând că știa despre al doilea loc de muncă al lui tot timpul, din bârfele de prin oraș.

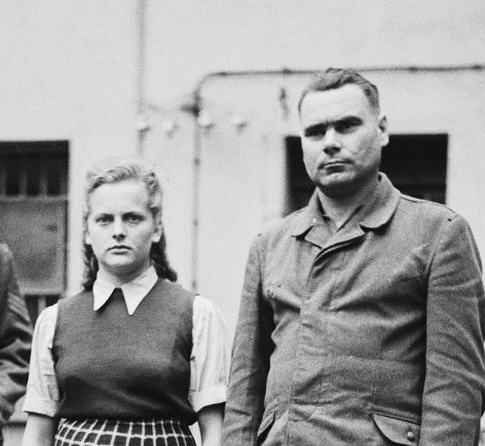
Irma Grese și Josef Kramer, oficiali ai lagărului de concentrare Bergen-Belsen, în așteptarea procesului; ambii au fost executați de Pierrepoint.

La sfârșitul anului 1945, în urma eliberării lagărului de concentrare Bergen-Belsen și în urma procesului ulterior⁠(d) al oficialilor și funcționarilor lagărului, Pierrepoint a fost trimis la Hamelin, Germania, pentru a efectua execuțiile a unsprezece dintre cei condamnați la moarte, plus alți doi criminali de război germani condamnați pentru uciderea unui pilot RAF în Țările de Jos în martie 1945. Nu-i plăcea niciun fel de publicitate legată de rolul său și era nemulțumit că numele său fusese anunțat presei de generalul Sir Bernard Montgomery. Când a zburat în Germania, a fost urmărit pe aerodrom de presă, pe care a descris-o ca fiind „nebinevenită ca o gloată de linșaj”. I s-a acordat gradul militar onorific de locotenent colonel⁠(d) și, la 13 decembrie, a executat mai întâi femeile una câte una, apoi bărbații câte doi. Pierrepoint a călătorit de mai multe ori la Hamelin, iar între decembrie 1948 și octombrie 1949 a executat 226 de persoane, adesea peste 10 pe zi, și în mai multe rânduri grupuri de până la 17 timp de 2 zile.

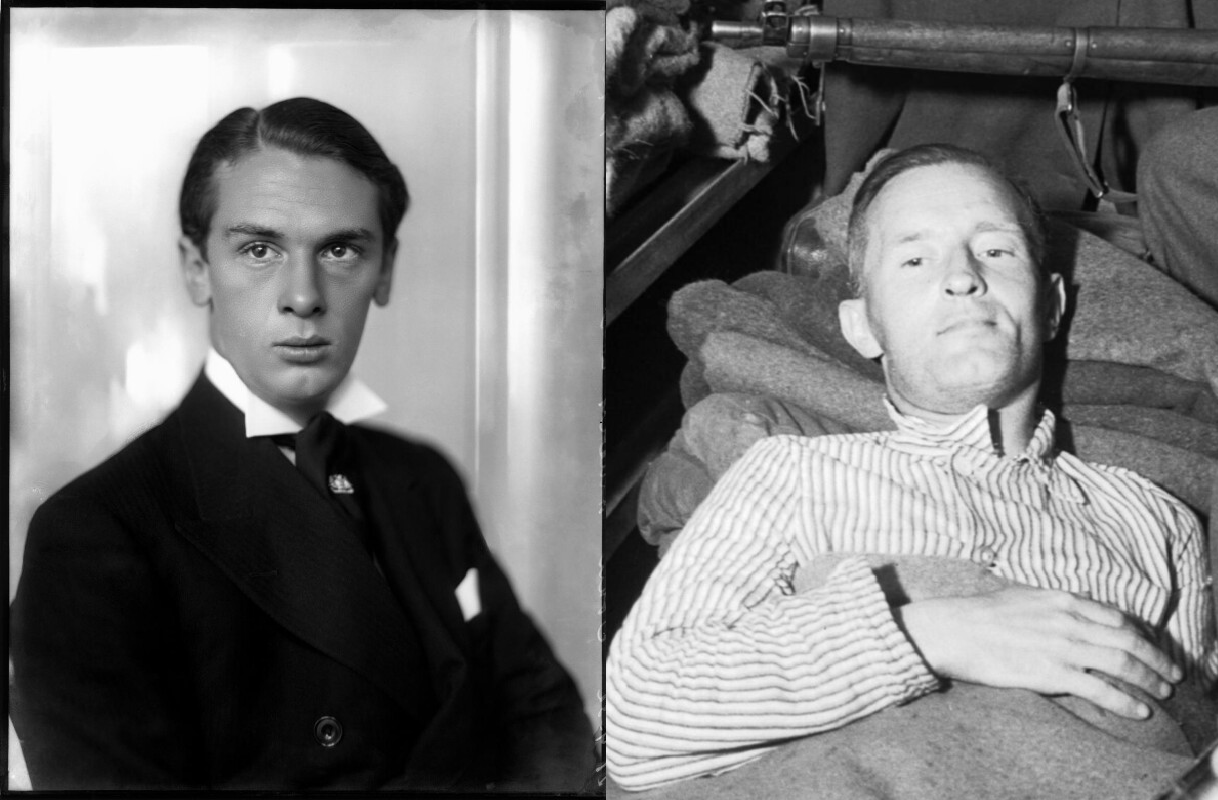
Doi dintre cei condamnați pentru trădare și spânzurați de Pierrepoint, John Amery (stânga) și (dreapta)

La șase zile după execuțiile de la Belsen din decembrie 1945, Pierrepoint l-a spânzurat pe John Amery la închisoarea Wandsworth. Amery, fiul cel mare al ministrului Leo Amery⁠(d), era un simpatizant nazist care vizitase lagărele de prizonieri de război din Germania pentru a recruta prizonieri aliați pentru Corpul Liber Britanic⁠(d); el a transmis mesaje prin radio și în Marea Britanie pentru a încuraja oamenii să se alăture naziștilor. A fost găsit vinovat de trădare. La 3 ianuarie 1946, Pierrepoint l-a spânzurat pe William Joyce⁠(d), cunoscut și sub numele de Lord Haw-Haw⁠(d), care fusese condamnat la moarte pentru înaltă trădare⁠(d), deși era discutabil dacă el era cetățean britanic și, prin urmare, obligat la loialitate față de Regat. A doua zi, Pierrepoint l-a spânzurat pe Theodore Schurch⁠(d), un soldat britanic care fusese găsit vinovat în temeiul Legii privind trădarea din 1940⁠(d). Joyce a fost ultima persoană care a fost executată în Marea Britanie pentru trădare; pedeapsa cu moartea pentru trădare a fost abolită odată cu adoptarea Crime and Disorder Act 1998⁠(d). Schurch a fost ultima persoană spânzurată în Regatul Unit pentru trădare și ultima spânzurată pentru orice altă infracțiune decât crima.
În septembrie 1946, Pierrepoint a călătorit la Graz, Austria, pentru a instrui personalul de la închisoarea Karlau⁠(d) în metoda britanică de spânzurare cu cădere lungă. Anterior, austriecii foloseau o cădere mai scurtă, cei executați fiind lăsați să moară sufocați, în locul morții mai rapide prin căderea lungă. El a întreprins patru execuții duble ale unor deținuți, ucenicii săi acționând ca asistenți. În ciuda experienței lui Pierrepoint ca călău și a experienței sale în spânzurarea criminalilor de război germani la Hamelin, el nu a fost ales să efectueze execuțiile celor condamnați la procesele de la Nürnberg; această responsabilitate a revenit unui american, maistrul sergent⁠(d) John C. Woods⁠(d), care era relativ neexperimentat. Presa a fost invitată să observe procesul, iar ulterior au circulat imagini care sugerau că spânzurările au fost prost făcute. Wilhelm Keitel a murit după 20 de minute de când s-a deschis trapa; ea nu era suficient de largă, astfel încât unii dintre condamnați s-au lovit de margini în timp ce cădeau – mai mulți și-au fost rupt nasul în acest proces – iar alții au murit sugrumați, în loc să li se rupă gâtul.

#### Execuții de după război
După război, Pierrepoint a renunțat la afacerea de curierat și a preluat închirierea unui pub, Help the Poor Struggler pe Manchester Road, în zona Hollinwood⁠(d) din Oldham.  În anii 1950 a renunțat și la acel pub și a închiriat unul mai mare, Rose and Crown, la Much Hoole, lângă Preston, Lancashire. Mai târziu a spus că și-a schimbat ocupația principală pentru că:
Voiam să am propria afacere, astfel încât să nu am nicio obligație când îmi iau concediu. ... Puteam să iau un avion la ora trei din Dublin după ce fac o execuție acolo și să-mi deschid barul fără comentarii la cinci și jumătate.
În 1948, Parlamentul a dezbătut un nou proiect de lege privind justiția penală, care ridica întrebarea dacă pedeapsa cu moartea mai trebuie păstrată sau nu. În timp ce proiectul era în dezbatere, nu s-au efectuat execuții, iar Pierrepoint a lucrat doar în pubul său. Când proiectul de lege a fost respins de Camera Lorzilor, spânzurările s-au reluat după un interval de nouă luni. În anul următor, ministrul de interne⁠(d), Chuter Ede⁠(d), a înființat o comisie regală⁠(d) care să analizeze pedeapsa capitală în Regatul Unit. Pierrepoint a depus mărturie în noiembrie 1950 și a efectuat o simulare de spânzurare la închisoarea Wandsworth pentru membrii comisiei. Raportul comisiei⁠(d) a fost publicat în 1953 și a dus la Legea privind omuciderile din 1957,⁠(d) care a restrâns temeiul legal pentru condamnarea la moarte, făcând diferența între cazurile capitale și necapitale de crimă.

De la sfârșitul anilor 1940 și până în anii 1950, cel mai experimentat călău al Marii Britanii, Pierrepoint a mai efectuat mai multe spânzurări, inclusiv pe cele ale deținuților descriși de biograful său, Brian Bailey, drept „cei mai notorii criminali ai perioadei. ... [și] trei dintre cele mai controversate execuții din ultimii ani ai pedepsei cu moartea.” În august 1949, l-a spânzurat pe John Haigh⁠(d), supranumit „Ucigașul cu baia de acid”, deoarece dizolvase cadavrele victimelor sale. în acid sulfuric; Haigh a recunoscut nouă crime și a încercat să evite spânzurarea spunând că a băut sângele victimelor sale și pretinzându-se nebun⁠(d). În anul următor, Pierrepoint l-a spânzurat pe James Corbitt⁠(d), unul dintre clienții obișnuiți la pubul lui; cei doi cântaseră împreună duete. Pierrepoint îi spunea lui Corbitt „Tish”, iar Corbitt îi returnase porecla „Tosh”. În autobiografia sa, Pierrepoint a analizat chestiunea:
În timp ce ștergeam paharele, m-am gândit că dacă a fost cineva care să fie descurajat de la o crimă prin ce avea drept în fața lui, era acest trubadur pe care l-am numit Tish, care se împăca cu obsesiile lui în sala de cântări de la Help The Poor Struggler. Nu numai că era conștient de frânghie, ci îl avea alături pe cel care o mânuia, cântând cu el duete. ... Elementul de descurajare nu a funcționat. A omorât ce iubea mai mult.
În martie 1950, Pierrepoint l-a spânzurat pe Timothy Evans⁠(d), un tânăr de 25 de ani, care avea vocabularul unui adolescent de 14 ani și vârsta mentală a unui copil de zece ani. Evans a fost arestat pentru uciderea soției și a fiicei sale în casa lor, apartamentul de la ultimul etaj din Rillington Place, nr. 10, Londra. Declarațiile lui către poliție fuseseră contradictorii: a spus și că e nevinovat, și că el o omorâse. A fost judecat și condamnat pentru uciderea fiicei sale. Trei ani mai târziu, proprietarul casei unde stătea Evans, John Christie⁠(d), a fost arestat pentru uciderea mai multor femei, ale căror trupuri le ascunsese în casă. Ulterior, a recunoscut că a ucis-o pe soția lui Evans, dar nu și pe fiica acestuia. Pierrepoint l-a spânzurat și pe el în iulie 1953 în închisoarea Pentonville, dar cazul a demonstrat că condamnarea lui Evans și spânzurarea fuseseră o eroare judiciară⁠(d). Chestiunea a condus la alte întrebări cu privire la utilizarea pedepsei cu moartea în Marea Britanie.

În lunile înainte de a-l spânzura pe Christie, Pierrepoint a întreprins o altă execuție controversată, cea a lui Derek Bentley⁠(d), un tânăr de 19 ani care fusese complice al lui Christopher Craig, un băiat de 16 ani care a împușcat și ucis un polițist. Bentley a fost descris în procesul său ca:
un tânăr cu inteligență scăzută, care s-a dovedit prin testare a fi cu puțin peste nivelul unui retardat mintal, analfabet, incapabil să citească sau să scrie și, atunci când este testat într-un mod care nu implică cunoștințe școlare, a părut să aibă o dezvoltarea mintală a unui copil între 11 ani si 12 ani.

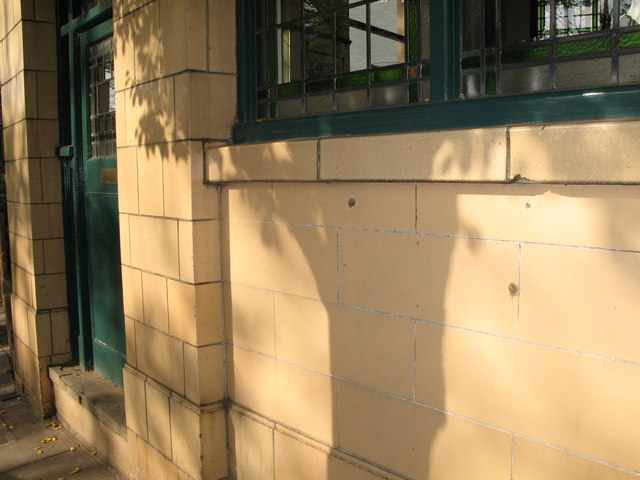
Exteriorul pubului unde și-a împușcat iubitul

În momentul în care polițistul a fost împușcat, Bentley era arestat deja de 15 minute, iar cuvintele pe care le-a spus lui Craig — „Dă-i-l, Chris” — ar fi putut fi interpretate fie ca o incitare la a trage cu arma, fie la o cerere adresată lui Craig să predea pistolul (un polițist îi ceruse să predea arma chiar înainte). Bentley a fost găsit vinovat pe principiul legii engleze a întreprinderii comune⁠(d).
Pierrepoint a spânzurat-o pe Ruth Ellis⁠(d) pentru crimă în iulie 1955. Ellis era într-o relație abuzivă cu David Blakely, un pilot de curse; ea l-a împușcat de patru ori după ceea ce biograful ei, Jane Dunn, a numit „trei zile de insomnie, panică și gelozie patologică, alimentate de cantități [însemnate] de Pernod și de un consum nesăbuit de tranchilizante”. Cazul a atras un mare interes din partea presei și a publicului. Chestiunea a fost discutată în Cabinet⁠(d) și o petiție de 50.000 de semnături a fost trimisă ministrului de Interne, Gwilym Lloyd George⁠(d), pentru a cere o amânare; el a refuzat-o. Ellis a fost ultima femeie spânzurată în Regatul Unit. La două săptămâni după execuția lui Ellis, Pierrepoint l-a spânzurat pe Norman Green, care mărturisise că a ucis doi băieți în zona Wigan; a fost ultima execuție a lui Pierrepoint.

### Pensionarea și viața ulterioară
La începutul lunii ianuarie 1956, Pierrepoint a călătorit la Manchester pentru o altă execuție și a angajat personal temporar pentru a îngriji barul în absența lui. Și-a petrecut după-amiaza la închisoare calculând căderea și pregătind frânghia la lungimea potrivită. În acea seară, deținutul a primit o amânare a execuției. Pierrepoint a părăsit închisoarea și, din cauza zăpezii abundente, a rămas peste noapte într-un hotel local înainte de a se întoarce acasă. Două săptămâni mai târziu, a primit de la șeriful⁠(d) instructor un cec pentru cheltuielile de călătorie, dar nu și taxa de execuție. El a scris comisariatului penitenciarelor pentru a sublinia că în alte cazuri de amânare a primit taxa integral și că el cheltuise bani suplimentari pentru angajarea personalului temporar de la bar. Comisarii l-au sfătuit să vorbească cu șeriful instructor, deoarece era responsabilitatea lui, nu a lor; i-au amintit, de asemenea, că condițiile lui de angajare erau să fie plătit doar pentru execuție, nu și în cazul unei amânări. La scurt timp după aceea, el a primit o scrisoare de la șerif, care i-a oferit 4 lire sterline drept compromis. La 23 februarie, el a răspuns comisariatului penitenciarelor scriind că își dă demisia cu efect imediat și a cerut ca numele său să fie scos de pe lista călăilor.

În curând au apărut zvonuri în presă că demisia lui ar fi fost legată de spânzurarea lui Ellis. În autobiografia sa, el a negat că ar fi fost așa:
La execuția lui Ruth Ellis nu s-a întâmplat niciun incident neplăcut care să mă îngrozească în vreun fel pe mine sau pe oricine altcineva, iar execuția nu a avut absolut nicio legătură cu demisia mea șapte luni mai târziu. Nu am ieșit de pe listă nici, după cum spunea un ziar, fiind șters de pe ea în mod arbitrar, ca să mi se închidă gura, pentru că eram pe cale să dezvălui ultimele cuvinte ale lui Ruth Ellis. Ea nu a spus nimic.
Autobiografia lui Pierrepoint nu oferă niciun motiv pentru demisia sa — el afirmă că comisariatul închisorilor i-a cerut să păstreze detaliile private. Ministerul de interne l-a contactat pe șeriful din Lancashire, care i-a plătit lui Pierrepoint taxa integrală de 15 lire sterline pentru serviciile sale, dar el a rămas ferm în decizia de a se retrage. Primise de la Empire News and Sunday Chronicle⁠(d) o ofertă în valoare de 30.000 până la 40.000 de lire sterline pentru a publica povestiri săptămânale despre experiențele sale. Ministerul de Interne a luat în calcul punerea lui sub acuzare în temeiul Legii Secretelor Oficiale din 1939⁠(d), dar când au apărut poveștile, dintre care două conțineau informații care contraziceau amintirile altor martori, instituția a renunțat la această acțiune. S-a făcut în schimb presiune asupra editorilor, care au oprit publicarea poveștilor.

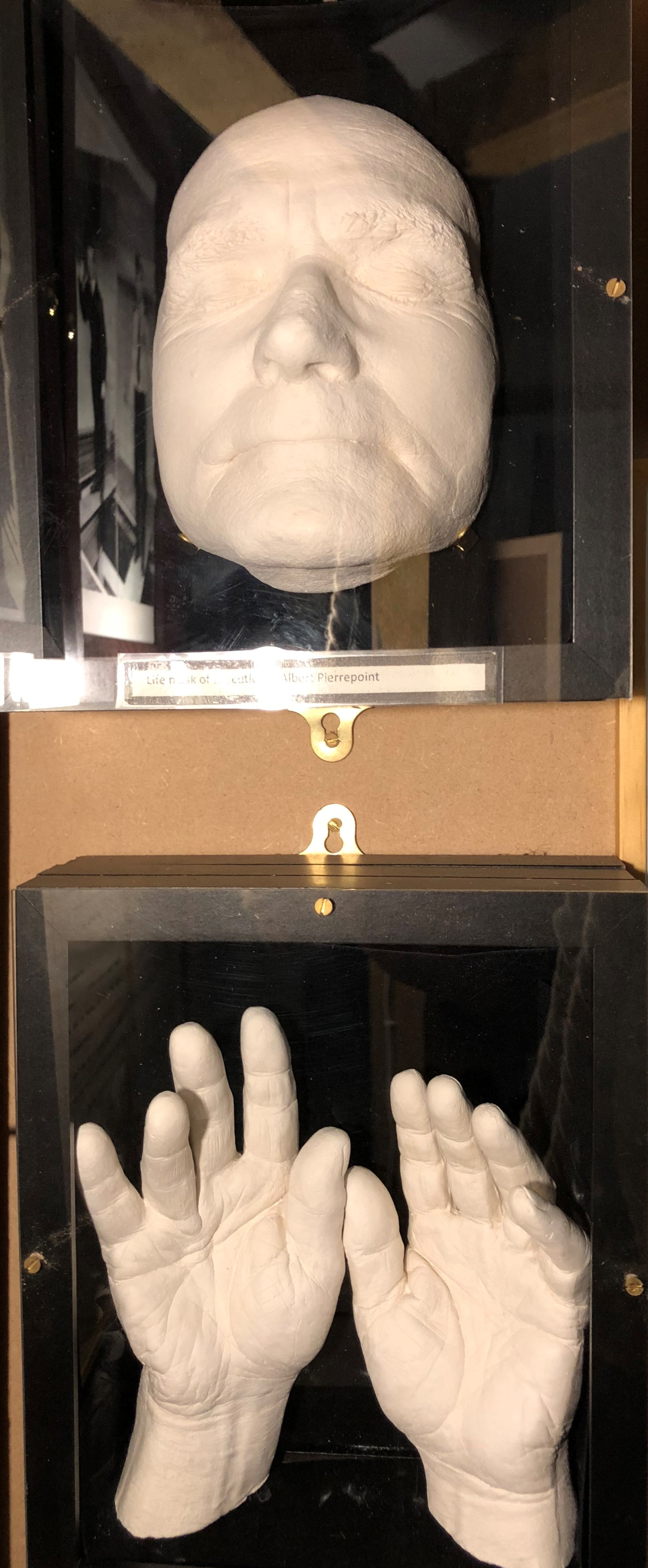
Mulajul feței lui Pierrepoint și modelele mâinilor lui, la muzeul

Pierrepoint și soția sa au continuat să administreze pubul până când s-au retras în orașul Southport de pe litoral, în anii 1960. În 1974, și-a publicat autobiografia, Executioner: Pierrepoint. A murit la 10 iulie 1992, la vârsta de 87 de ani, în azilul de bătrâni în care locuise în ultimii patru ani din viață.

## Opiniile despre pedeapsa capitală
În autobiografia sa din 1974, Pierrepoint descria punctul său de vedere asupra pedepsei capitale, rezultat în urma carierei de o viață, scriind că spânzurarea:
... se spune că este un factor de descurajare. Nu pot fi de acord. Au existat crime de la începutul timpurilor și vom continua să căutăm elemente de descurajare până la sfârșitul timpurilor. Dacă moartea ar fi un factor de descurajare, ar fi de așteptat ca eu să știu. Eu sunt cel care i-am văzut ultimul, băieți și fete, oameni muncitori, bunicuțe. Am fost uimit să văd curajul cu care parcurg acel drum către necunoscut. Nu îi descuraja atunci și nu îi descurajase nici când comiseseră ceea ce le-a adus condamnarea. Toți bărbații și femeile pe care i-am văzut în acele momente finale mă conving că, prin ceea ce am făcut, nu am împiedicat nici măcar o singură crimă.
Într-un interviu din 1976 pentru BBC Radio Merseyside⁠(d), Pierrepoint și-a exprimat sentimentele incerte și a spus că atunci când își scrisese autobiografia inițial, „nu existau multe crime. Nu era așa cum este astăzi. Acum, sincer, nu știu ce să zic și să cred, pentru că se schimbă în fiecare zi”. Poziția lui Pierrepoint ca adversar al pedepsei capitale a fost pusă la îndoială de fostul său asistent de multă vreme, Syd Dernley⁠(d), în autobiografia sa din 1989, The Hangman's Tale:
Până și marele Pierrepoint a dezvoltat câteva idei ciudate în cele din urmă. Nu cred că voi trece vreodată peste șocul de a citi în autobiografia sa, cu mulți ani în urmă, că, la fel ca călăul victorian James Berry⁠(d) înaintea lui, s-a întors împotriva pedepsei capitale și acum credea că niciuna dintre execuțiile pe care le-a efectuat nu a realizat nimic! Asta de la omul care mi-a spus cu mândrie că a făcut mai multe execuții decât orice alt călău din istoria Angliei. Pur și simplu nu-mi venea să cred. După ce ai spânzurat mai mult de 680 de oameni, acum ți-ai găsit când să îți dai seama că nu crezi că pedeapsa capitală realizează ceva!

## Abordarea meseriei și memoria
Pierrepoint și-a descris abordarea în ceea ce privește spânzurarea în autobiografia sa. După cum spune Lizzie Seal, lector⁠(d) de Criminologie, descrierea este făcută într-un „limbaj cvasi-religios”, inclusiv expresia că o „putere superioară” l-a ales drept călău. Întrebat de Comisia Regală despre rolul său, acesta a răspuns că „pentru mine este ceva sfânt”. În autobiografia sa, Pierrepoint își descrie ethos-ul astfel:
Am spus în convorbiri consemnate oficial ... ca munca mea este sfântă pentru mine. Acea sfințenie trebuie să fie foarte evidentă în ceasul morții. Mi se încredințează un deținut condamnat, după ce s-au luat hotărâri pe care eu nu le pot modifica. El este un bărbat, ea este o femeie, care, spune biserica, încă merită ceva milostenie. Milostenia supremă pe care le-o pot acorda este să le ofer și să susțin în ei demnitatea în moarte. Blândețea trebuie să rămână.
Brian Bailey subliniază formularea lui Pierrepoint referitoare la spânzurări; în autobiografie, el se exprimă: „a trebuit să-l spânzur pe Derek Bentley”, „a trebuit să-l execut pe John Christie” și „a trebuit să o execut pe doamna Louisa Merrifield⁠(d)”. Bailey comentează că Pierrepoint „nu a fost niciodată obligat să spânzureze pe nimeni”.
Numărul exact al persoanelor executate de Pierrepoint nu a fost niciodată stabilit. Bailey, în Oxford Dictionary of National Biography⁠(d), și Leonora Klein, una dintre biografii săi, afirmă că ar fi fost peste 400; Steven Fielding, un alt biograf, pune cifra la 435 — pe baza registrelor de execuție ale penitenciarelor deținute la Arhivele Naționale⁠(d); necrologiștii de la The Times și The Guardian au pus cifra la 17 femei și 433 de bărbați. The Irish Times⁠(d) estimează 530 de persoane, The Independent consideră că cifra este de 530 de bărbați și 20 de femei, în timp ce BBC afirmă că ar fi fost „până la 600” de persoane.
Pe lângă autobiografia sa din 1974, Pierrepoint a făcut obiectul mai multor biografii, fie concentrându-se pe el, fie alături de alți călăi. Printre acestea se numără Pierrepoint: A Family of Executioners de Fielding, publicată în 2006, și cartea din 2006 a lui Leonora Klein A Very English Hangman: The Life and Times of Albert Pierrepoint. Au existat mai multe documentare de televiziune și radio despre sau cu Pierrepoint, și el a fost ilustrat pe scenă și pe ecran, precum și în literatură.
La demisia lui Pierrepoint, doi călăi asistenți au fost promovați în funcția de călău principal: Jock Stewart⁠(d) și Harry Allen⁠(d). În următorii șapte ani, ei au efectuat restul de treizeci și patru de execuții din Regatul Unit. La 13 august 1964, Allen a spânzurat-o pe Gwynne Evans la închisoarea Strangeways⁠(d) din Manchester pentru uciderea lui John Alan West⁠(d); în același timp, Stewart l-a spânzurat pe complicele lui Evans, Peter Allen, la închisoarea Walton⁠(d) din Liverpool. Acestea au fost ultimele spânzurări din istoria sistemului legal al Angliei. În anul următor, a fost adoptată Legea privind crimele (abolirea pedepsei cu moartea) din 1965⁠(d), care a impus un moratoriu de cinci ani asupra execuțiilor. Interdicția temporară a devenit permanentă la 18 decembrie 1969.